# Christophe Bex
Pour les articles homonymes, voir Bex.
Christophe Bex, né le 14 novembre 1961 à Neufchâteau (Vosges), est un homme politique français.
Membre de La France insoumise, il est élu député dans la 7e circonscription de la Haute-Garonne lors des élections législatives de 2022 et réélu lors des élections législatives de 2024.

## Situation personnelle

### Vie privée
Né le 14 novembre 1961 à Neufchâteau (Vosges), Christophe Bex est marié et père de deux enfants, il réside à Venerque (Haute-Garonne).

## Carrière

### Carrière professionnelle
Salarié des PTT pendant près de 16 ans, il travaille par la suite comme attaché d'administration à l'université Jean-Jaurès de Toulouse où il est délégué syndical pour le compte de la FSU puis de SUD éducation,,,,,. Par ailleurs, il est un collaborateur de longue date du journal Fakir fondé par François Ruffin,.

### Carrière politique
Lors des élections législatives de 2017, il est candidat La France Insoumise dans la septième circonscription de la Haute-Garonne. Il ne parvient pas à se hisser au second tour, l'élection étant remportée par Élisabeth Toutut-Picard.
Se réclamant « de toutes les luttes », Christophe Bex participe aux manifestations contre le projet Cigéo, à la mobilisation contre le projet Uniti 2018 (fusion des universités Jean-Jaurès et Paul-Sabatier et des instituts nationaux polytechnique et des sciences appliquées en une seule entité) et Parcoursup, au mouvement des Gilets jaunes et au mouvement social contre la réforme des retraites.
Lors des élections législatives de 2022, il est candidat dans la septième circonscription de la Haute-Garonne sous l'étiquette NUPES. Arrivé en tête au premier tour, il est élu député au second tour avec 51,17 % des voix .

## Résultats électoraux

### Élections législatives
| Année | Parti  | Parti | Circonscription        | 1er tour | 1er tour | 1er tour | 2d tour | 2d tour | 2d tour | Issue |
| Année | Parti  | Parti | Circonscription        | Voix     | %        | Rang     | Voix    | %       | Rang    | Issue |
| ----- | ------ | ----- | ---------------------- | -------- | -------- | -------- | ------- | ------- | ------- | ----- |
| 2017  |        | LFI   | 7e de la Haute-Garonne | 7 525    | 15,08    | 3e       |         |         |         | Battu |
| 2022  | 16 149 | LFI   | 7e de la Haute-Garonne | 30,68    | 1er      | 23 644   | 51,17   | 1er     | Élu     |       |
| 2024  | 24 681 | LFI   | 7e de la Haute-Garonne | 33,17    | 2e       | 35 228   | 50,78   | 1er     | Élu     |       |